# Летећи циркус Монтија Пајтона
Летећи циркус Монтија Пајтона (енгл. Monty Python's Flying Circus) је телевизијска серија емитована на британској телевизији ББЦ 1969–1974. године са великим успехом и популарношћу. Почетак емитовања ове серије 5. октобра 1969. године означио је почетак нове ере комедије, како у Уједињеном Краљевству, тако и широм света, јер су „монтипајтоновци“, у четири сезоне емитовања презентовали надреални, „ишчашен“, хумор, у почетку разумљив малом броју гледалаца, да би касније стекли велику популарност широм света.
Серија се издваја употребом апсурдних ситуација, помешаних са ризичним и наговештaјима-засутим хумором, визуелним геговима и опсервационим скечевима без поенте вица. Гилијам је сегменте живих радњи раздвајао анимацијама, често спојеним са живом акцијом да формирају прелазе. Свеукупни формат коришћен за серију пратио је и разрађивао стил који је Спајк Милиган користио у својој револуционарној серији Q5, уместо традиционалног формата скеч емисија. Пајтони сами играју већину ликова из серије, заједно са пратећим члановима глумачке екипе, укључујући Керол Кливленд (коју тим незванично називао „Седмим Пајтоном”), Кони Бут (Клисова прва супруга), продуцентима серије Ијаном Макнотоном и Ијаном Дејвидсоном, музичарима Нилом Инесом и Фредом Томлинсоном и другима.

## Концепт
- Џон Клиз
- Ерик Ајдл
- Тери Џоунс
- Мајкл Пејлин
- Тери Гилијам

Група је одбацила концепт „класичне епизоде“ са логично повезаним скечевима и сценама. Већина епизода првог циклуса почиње „хладним“ стартом: Мајкл Пејлин, обучен као Робинзон Крусо дотрчава и каже: „А сада...”, након чега креће шпица са надреалним анимација Терија Гилијама и коначно најавом: „Монти Пајтонов Летећи Циркус“. У трећем циклус, овај почетак је проширен и за наступ голог органисте (Џонс) и радио-новинара (Клиз).
Све епизоде имају и по неколико Гилијамових „цртаћа“, где су фотографије и цртежи „оживљени“ на сасвим нелогичан начин. Скечеви се ретко када надовезују на логичан начин, обично их спаја нека најмање битна ситуација (нпр. анимација „Краљица Викторија“ и скеч „Син Рудар“ из првог циклуса су повезани само тиме што породица из другог скеча има фотографију краљице Викторије). Ток разговора актера скеча сасвим је неочекиван: у скечу „Кућица за псе“, купци душека за кревет морају на наговор једног продавца његовом колеги тражити кућицу за псе, како овај не би ставио кесу на главу. Кад се испостави да је то погрешно, они му траже душек, он стави кесу на главу, а цела робна кућа мора да пева химну, како би кесу овај скинуо.
Ипак, Монтипајтоновци остају верни сатири, само што негативне друштвене појаве критикују на надреалан и циничан начин. Током 1972. године специјално за немачко тржиште снимљене су две епизоде.

### Разлаз
На крају 3. циклуса, током лета за Канаду, Џон Клиз је обзнанио да напушта серију, а убрзо га је следио и Чепмен. Остали су снимили још један циклус, након чега су се разишли, снимивши накнадно неколико филмова и плоча. Нада да би се цела група могла поново окупити у неком заједничком пројекту нестала је 1989. године, када је Чепмен изненада преминуо.

## Емитовање

### Оригинално емитовање
Прва епизода емитована на Би-Би-Сију у недељу, 5. октобра 1969, у 22:50. Би-Би-Си је морао да увери неке од својих радника (који су размишљали о штрајку и који су сматрали да емисија замењује касновечерњи, религиозни/побожни програм) тврдећи да користи алтернативне програме да би се свештеницима дало слободно време када су најзапосленији. Прва епизода није добро прошла у погледу публике, захватила је само око 3% укупне популације Велике Британије, отприлике 1,5 милиона, у поређењу са Dad's Army која је имала 22% у четвртак исте недеље. Поред најниже цифре публике за емисије током те недеље, прва епизода је имала најнижи индекс уважавања за било који од ББЦ-јевих лаких забавних програма. Док се пријем јавности побољшао током прве серије, одређени руководиоци Би-Би-Сија су већ умислили одбојност емисије, и неки ББЦ документи описују емисију као „одвратну и нихилистичку“. Неки у Би-Би-Сију су били оптимистичнији о томе како је примљена прва серија и у складу с тим су честитали групи, али општа несклоност према емисији већ је утицала на трупу, а Клиз је најавио да је мало вероватно да ће наставити да учествује након снимања друге серије. Одвојено, Би-Би-Си је морао да поново монтира неколико епизода прве серије како би уклонио личну адресу и број телефона Дејвида Фроста које је трупа укључила у неке скечеве.
Друга серија, иако популарнија од прве, додатно је заоштрила односе између трупе и Би-Би-Сија. Два скеча из финала серије „Краљевска епизода 13” су прозвали руководиоци Би-Би-Сија на састанку у децембру 1970. године: „Краљица ће гледати” у којој се трупа руга химни Велике Британије, и „Погребников скеч” који је попримио комични преокрет о томе како одложити тело вољене особе. Руководиоци Би-Би-Сија критиковали су продуцента Макнотона јер их није упозорио на садржај пре емитовања. Према Пејлину, преко његовог објављеног дневника, Би-Би-Си је почео да цензурише програм у трећој серији након овога.
Клиз је остао у трећој серији, али је после отишао. Клиз је навео да више није заинтересован за емисију, верујући да је већина материјала понављање претходних скечева. Такође му је било теже да ради са Чепманом, који се борио са алкохолизмом. Преостали Пајтони су, међутим, продуцирали скраћену четврту серију, од којих је само шест епизода направљено пре њихове одлуке да прерано заврше емисију, а последња епизода је емитована 5. децембра 1974.

### Изгубљени скечеви
Први рез који је Би-Би-Си наметнуо у емисији било је уклањање телефонског броја Дејвида Фроста из поновног емитовања друге епизоде прве сезоне, „Секс и насиље“, у скечу „Проблем са мишем“. Пајтони су убацили прави контакт број за Дејвида Фроста на прво емитовање, што је довело до тога да су му бројни гледаоци досађивали.
Неки материјали који су првобитно снимљени касније су нестали, као што је употреба речи „матурбирање“ у скечу „Сумирање Пруста“ (које је било утипано током првог емитовања, а касније у потпуности изрезано) или „What a silly bunt“ у скечу путујућег агента (на којој је приказан лик [Ајдл] који има говорну ману због које изговара „Ц” као „Б”), који је исечен пре него што је скеч икада изашао у етар. Међутим, када је овај скеч уврштен у албум Monty Python's Previous Record и филм Live at the Hollywood Bowl, линија је остала нетакнута. Оба скеча су укључена у данско DR K поновно емитовање свих епизода („Епизода 31“, емитована 1. новембра 2018, 18:50).

## Списак свих епизода

### 1. сезона (1969−1970)
- 1.1 1. Whither Canada?
- 1.2 2. Sex and Violence
- 1.3 3. How to Recognise Different Types of Trees From Quite a Long Way Away
- 1.4 4. Owl Stretching Time
- 1.5 5. Man's Crisis of Identity in the Latter Half of the 20th Century
- 1.6 6. It's the Arts (or: The BBC Entry to the Zinc Stoat of Budapest)
- 1.7 7. You're No Fun Anymore
- 1.8 8. Full Frontal Nudity
- 1.9 9. The Ant, an Introduction
- 1.10 10. (or: Untitled)
- 1.11 11. The Royal Philharmonic Orchestra Goes to the Bathroom
- 1.12 12. The Naked Ant
- 1.13 13. It's the Arts (or: Intermission)

### 2. сезона (1970)
- 2.1 1. Face the Press (or: Dinsdale)
- 2.2 2. The Spanish Inquisition
- 2.3 3. Déjà Vu (or: Show 5)
- 2.4 4. The Buzz Aldrin Show (or: An Apology)
- 2.5 5. Live from the Grill-O-Mat
- 2.6 6. It's A Living (or: School Prizes)
- 2.7 7. The Attila the Hun Show
- 2.8 8. Archaeology Today
- 2.9 9. How to Recognise Different Parts of the Body
- 2.10 10. Scott of the Antarctic
- 2.11 11. How Not to Be Seen
- 2.12 12. Spam
- 2.13 13. Royal Episode 13

### 3. сезона (1972−1973)
- 3.1 1. Whicker's World (or: Njorl's Saga)
- 3.2 2. Mr. and Mrs. Brian Norris' Ford Popular
- 3.3 3. The Money Programme
- 3.4 4. Blood, Devastation, Death, War and Horror
- 3.5 5. The All-England Summarize Proust Competition
- 3.6 6. The War Against Pornography
- 3.7 7. Salad Days
- 3.8 8. The Cycling Tour
- 3.9 9. The Nude Organist
- 3.10 10. E. Henry Thripshaw's Disease
- 3.11 11. Dennis Moore
- 3.12 12. A Book at Bedtime
- 3.13 13. Grandstand

### 4. сезона (1974)
- 4.1 1. The Golden Age of Ballooning
- 4.2 2. Michael Ellis
- 4.3 3. The Light Entertainment War
- 4.4 4. Hamlet
- 4.5 5. Mr. Neutron
- 4.6 6. Party Political Broadcast